# Kachal Deh
Kachal Deh (persiska: كَچَل دِه) är en ort i Iran.   Den ligger i provinsen Mazandaran, i den norra delen av landet, 110 km nordost om huvudstaden Teheran. Kachal Deh ligger 93 meter över havet och antalet invånare är 277.
Terrängen runt Kachal Deh är platt åt nordost, men åt sydväst är den kuperad.Runt Kachal Deh är det ganska tätbefolkat, med 134 invånare per kvadratkilometer. Närmaste större samhälle är Āmol, 10,7 km öster om Kachal Deh. I omgivningarna runt Kachal Deh växer i huvudsak blandskog.